# Kahina

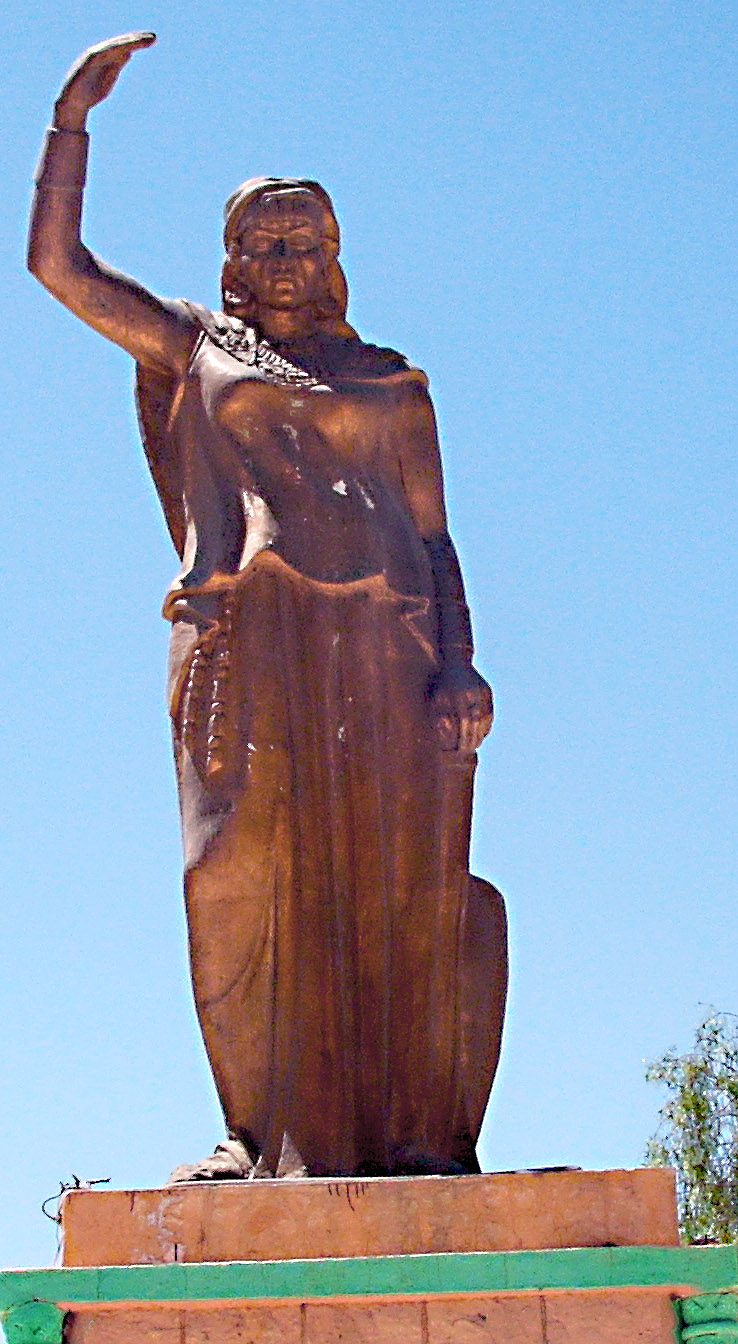
Minnesmonument över Kahina i Khenchela, Algeriet.

Kahina eller Dihya (Berbiska: Daya Ult Yenfaq Tajrawt, ⴷⵉⵀⵢⴰ Dihya eller ⴷⴰⵎⵢⴰ Damya), död cirka 703 e.Kr., var en berbisk nomadhövding, religiös och militär ledare för berberna i nuvarande Algeriet, som ledde motståndet mot den islamiska expansion av Nordvästafrika (Numidien) vid 700-talets början. Hon är kanske mest känd under sitt arabiska namn, al-Kāhina eller Kahina ("Den synska prästinnan").

## Biografi
Kahinas ursprung är något oklart. Ett flertal legender har uppkommit kring henne, både av arabiska, judiska och kristna krönikörer. Hon var regerande drottning över berberna i ett område som sträckte sig från Auresbergen till Gadamesoasen. Vilken stam det gällde är inte klarlagt.
Enligt legenden hade hon tre söner, av vilka två var biologiska och en var en adopterad före detta arabisk officer hon tillfångatagit, och hon beskrivs som fysiskt stor, lång och långhårig, och med förmågan att förutsäga framtiden. Detta var dock typiska kännetecken för en häxa i den arabiska kulturen, och tillskrevs henne av muslimska krönikörer som var fientligt inställda till henne. I verkligheten är ingenting bekräftat om hennes privatliv. Hon ska ha blivit drottning genom att gifta sig med en tyrannisk kung, som hon mördade på bröllopsnatten, varefter hon övertog hans styre. Hon har kallats både jude och kristen. Ingenting av detta är bekräftat, men samtida islamiska krönikörer anger att hon förde med sig "idoler" på sina krigståg: något sådant finns inte inom judendomen, men kan möjligen syfta på bilder eller statyetter av jungfru Maria och helgonen.    
Drottning Kahina efterträdde Caecilius som berbernas krigshövding under 680-talet. Den nordafrikanska kusten tillhörde då det bysantinska riket, medan berberna styrde i inlandet. År 686 invaderades de bysantinska provinserna av Umayyadernas kalifat under den islamiska expansionen, och en armé ledd av Hasan ibn al-Nu'man erövrade 695 den bysantinska provinshuvudstaden Kartago. Hasan såg sig då om efter en ny fiende att besegra, och fick veta att områdets mäktigaste härskare var berbernas drottning. Hasan ledde därefter sin armé mot Kahinas områden. Hon mötte honom vid Meskiana i Oum el-Bouaghi och besegrade honom så grundligt att muslimerna drevs ut ur hela det nuvarande Algeriet ända tillbaka till Tripolitanien i nuvarande Libyen. Hon regerade därefter enväldigt över området i fyra eller fem år. Under denna tid, medveten om att muslimerna skulle återvända, gav hon order om den brända jordens taktik, något som inte påverkade hennes egen nomadbefolkning men gjorde att hon förlorade stödet hos den bofasta befolkningen. 
Muslimerna återvände dock under befäl av Hasan, ledda av en islamisk officer som tillfångatagits av henne. Kahina förutsåg sitt nederlag inför övermakten, och lät före striden sända över sina biologiska söner Bagay och Khanchla till muslimerna, under ledning av sin arabiske adoptivson; dessa ska ha fått befattningar i armén av Hasan. Hon besegrades slutligen av muslimerna i ett slag vid den romerska amfiteatern i El Djem år 702 eller 703. Enligt uppgift ska hon ha dött under strid.